# Sericaia
La sericaia es un pudín portugués parecido a un soufflé, procedente de Elvas, Alentejo, que menudo se acompaña con ciruelas Reine Claude guisadas.

## Historia
Se cree que fue influenciada por la serikaya, una crema de coco de origen malayo-indio, como resultado de la exploración y colonización portuguesa de principios del siglo XVI.
Constantino de Bragança, gobernador de Goa, trajo la receta a Portugal en el siglo XVI, donde fue reinterpretada por las monjas de los conventos y monasterios del Alentejo.  como Nossa Senhora da Conceição y Santa Clara en Elvas. La canela, otro ingrediente clave de la sericaia, también fue traída de Asia en el siglo XVI.
Otra interpretación sugiere que fue al revés, con la sericaia portuguesa influyendo en la creación de la seri kaya. La leche de vaca fue sustituida por leche de coco, muy disponible en Malasia, y el pan reemplazó a la repostería.

## Preparación
Primero se hierve la leche con trozos de piel de limón y una rama de canela. Tradicionalmente se añade harina a la leche de forma similar al manjar blanco. En las recetas contemporáneas se añade a las yemas de huevo previamente batidas con azúcar.
Luego, la leche tibia se incorpora lentamente a la mezcla de yemas de huevo y se recalienta hasta que espese un poco. Las claras de huevo se baten por separado hasta que estén firmes y se incorporan a la crema pastelera.

La masa se vierte con cuchara en platos de barro y se espolvorea generosamente con canela molida para hornear. Las grietas que aparecen en la corteza son características del plato. Es común servir el postre con ciruelas guisadas y almíbar, miel u otra conserva de fruta.

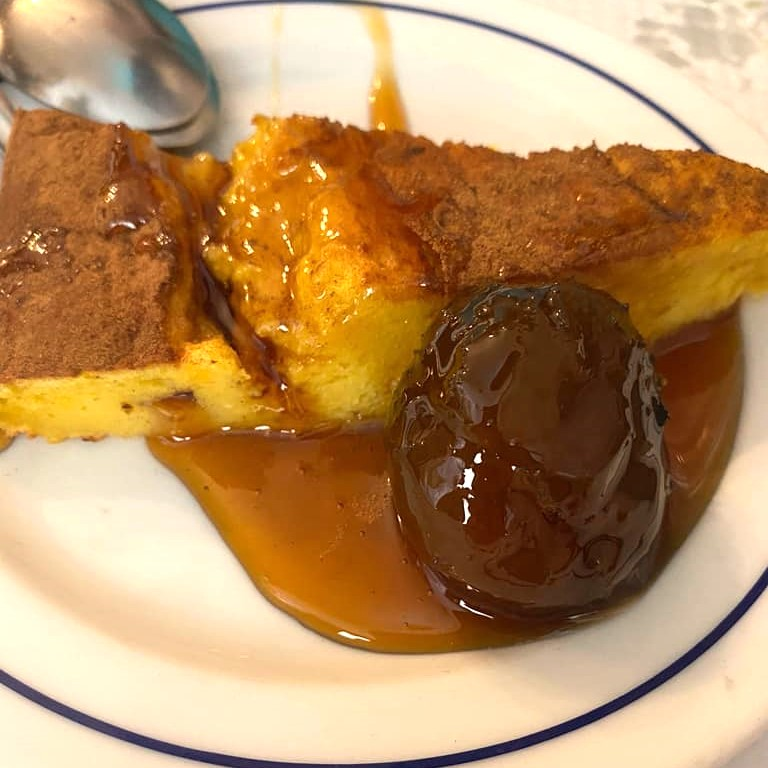
Sericaia servida con ciruela y almíbar